# لينا ليفين
لينا ليفين (بالإنجليزية: Lena Levine)‏ هي مؤلفة أمريكية، ولدت في 17 مايو 1903، وتوفيت في 9 يناير 1965 في مانهاتن في الولايات المتحدة.